# Gompholobium hendersonii
Gompholobium hendersonii là một loài thực vật có hoa trong họ Đậu. Loài này được Paxton miêu tả khoa học đầu tiên.